# 布格昆施塔特
布格昆施塔特是德国巴伐利亚州的一个市镇。总面积40.59平方公里，总人口6573人，其中男性3158人，女性3415人（2011年12月31日），人口密度162人/平方公里。